# Boilie
Boilies er en type af agn (fiskemadding) der fremstilles af kogt dej, der normalt består af fiskemel, mælkeproteiner, fuglefoder, semulje og sojamel, som blandes med æggehvide som bindemiddel. Blandingen koges derefter for at danne hårde, runde kugler, som langsomt og jævnt afgiver duft og smag i vandet, og der tilsættes normalt yderligere smagsstoffer og aromatiske lokkemidler til blandingen for at forstærke den duftmæssige tiltrækning for fiskene. Den runde form gør det også muligt at kaste maddingen præcist med slangebøsse eller kasterør, når der fiskes på lang afstand.
Hvis boilies koges synker de, og vælger man at bage dem i ovnen i stedet, så vil de flyde, og de kaldes så for pop-ups.
Selvom boilies typisk fremstilles og sælges af store kommercielle leverandører, vælger mange lystfiskere at lave deres egne unikke hjemmelavede boilies.

## Brugen af boilies
Boilies er en af de mest brugte typer af agn til karpefiskeri. De er tilgængelige i et meget bredt udvalg af farver og smagsvarianter. Boilies findes i mange forskellige former og størrelser, fra små boilies på 8 mm op til boilies på 40 mm, som er mere velegnede til vande, hvor der er mange mindre fredfisk som skaller, brasen og sudere (uønskede fredfisk).
Boilien giver mulighed for at præsentere en agn af en tilpas stor størrelse med en hård ydre skal, hvilket betyder at andre arter som suder og brasen har sværere ved at få maddingen ind i munden, ligesom den vil være mere modstandsdygtig mod skaller og flodkrebs, der kan forsøge at spise bidder af den. At boilien er kogt betyder også, at den kan ligge længere tid i vandet uden at karpefiskeren skal være bange for at den går i opløsning og falder af krogen, i modsætning til brød eller andre traditionelle typer af agn.
Der findes også flydende boilies, almindeligt kendt som "pop-ups", som bruges når fiskeren vil fiske lige over søbunden, hvilket gør det lettere for fisken at finde og samle dem op. Pop-up boilies kan bruges i forskellige situationer, hvor der er grøde eller dynd på søbunden, eller sammen med en normal boilie for at lave et "snowman"-rig. Pop-up'en er generelt mindre end den normale boilie, hvilket skaber det, der kaldes en kritisk afbalanceret madding (neutral opdrift), som gør det lettere for fisken at suge maddingen med krog ind i munden.
Karpefiskere har mange typer af boilies at vælge imellem, hvoraf nogle har tilsat konserveringsmidler, så de kan opbevares ved stuetemperatur på butikshylderne i lang tid (shelf-life bait / holdbar madding). Boilies, der mangler disse tilsatte konserveringsmidler, skal opbevares på køl eller frost for at forhindre dem i at blive dårlige; disse kendes som freezer baits (frossen madding). Der har været mange diskussioner om fordelene og ulemperne ved både freezer baits og shelf-life boilies, men den gængse holdning blandt mange karpefiskere er, at på grund af de kunstige konserveringsmidler i shelf-life madding er de ernæringsmæssigt ikke lige så gavnlige for karpen og derfor mangler noget tiltrækningskraft. Desuden, da freezer baits skal fryses ned hurtigt efter at være rullet for at holde sig friske, vil de anvendte ingredienser ikke blot være af meget højere kvalitet end i shelf-life madding, men ingredienserne brugt til at lave dem vil heller ikke miste meget af deres næringsstoffer og tiltrækning, før de bruges i en fiskesituation (meget ligesom frosne grøntsager). På grund af disse fakta er freezer baits ofte meget dyrere end deres holdbare modstykker (shelf-life).
Den mest almindelige montage, lystfiskere bruger til at præsentere en boilie, er et hair rig (hvor maddingen ikke er fastgjort direkte på krogen), hvilket lader boilien sidde frit fra krogskaftet på et kort stykke, meget tynd line. Dette betyder ikke kun, at boilien vil opføre sig mere naturligt i vandet (for eksempel når den skubbes rundt af fødesøgende fisk), det vil også ofte gøre forskellen mellem et godt kroghold og et dårligt. På grund af den måde, karpen æder på, blæses maddingen ud af munden kort efter at den er samlet op, og det faktum, at maddingen kan bevæge sig uafhængigt af krogen, tillader krogen at blive tilbage inde i munden og finde fæste, helst i underlæben.

## Eksterne links
- Fisk & Fri - 10 trin til succes ved karpevandet
- Carpology - Boilie Fishing Theory
- Angling Times - Boilies and big carp fishing with Mark Holmes
- Carpology - How to improve fishing with boilies
- Boilie - Wikipedia (English)
- BigCarp.news - Understanding Carp Rigs… Part I